# Thierry Guetta
Mr. Brainwash, eigentlich Thierry Guetta, (* 1966 in Garges-lès-Gonesse bei Paris) ist ein französischer Streetart-Künstler. Er stammt aus einer jüdischen Familie mit tunesischen Wurzeln und ist der jüngste von fünf Geschwistern. Sein Cousin ist der bekannte Graffiti-Künstler Invader. Bereits in seiner Kindheit entwickelte Guetta eine Leidenschaft für Kunst und visuelle Kultur, die in seiner künstlerischen Laufbahn eine zentrale Rolle spielen sollte.

## Jugend und Ausbildung
Nach dem Tod seiner Mutter im Jahr 1985 emigrierte Guetta in die Vereinigten Staaten, wo er sich in Los Angeles niederließ. Dort arbeitete er zunächst in der Mode- und Videobranche. Diese Erfahrungen prägten seinen späteren künstlerischen Stil und seine Herangehensweise an die Kunst.

## Künstlerische Karriere
Mr. Brainwash erlangte Bekanntheit in der Kunstszene, nachdem er 2005 den berühmten Street-Art-Künstler Banksy traf. Diese Begegnung inspirierte ihn dazu, selbst künstlerisch tätig zu werden, und führte zur Schaffung seines Pseudonyms. Sein Stil ist eine eklektische Mischung aus Pop Art, Graffiti und Elementen der Popkultur, geprägt von lebhaften Farben und gewagten Collagen.
Im Jahr 2008 organisierte er seine erste Soloausstellung mit dem Titel "Life is Beautiful", die auf immense Resonanz stieß und sowohl Medien als auch Kunstsammler anzog. Diese Ausstellung stellte einen Wendepunkt in seiner Karriere dar und half ihm, sich in der zeitgenössischen Kunstwelt einen Namen zu machen.
Im Oktober 2013 nahm Guetta an der Ausstellung "Art Wars" in der Saatchi Gallery teil, die von Ben Moore kuratiert wurde. Dort kreierte er einen Stormtrooper-Helm zugunsten der Missing Tom Foundation, der auf der Plattform von Regent Park in London ausgestellt wurde.

## Stil und Einflüsse
Die Arbeiten von Mr. Brainwash werden oft als Mischung aus sozialen Kritiken und Hommagen an die Popkultur beschrieben. Seine Werke heben berühmte Ikonen, Filmfiguren und musikalische Referenzen hervor und thematisieren Aspekte wie Konsumgesellschaft, Berühmtheit und Authentizität. Sein humorvoller und provokativer Ansatz spricht ein breites Publikum an und macht seine Kunst sowohl zugänglich als auch zum Nachdenken anregend.

## Zusammenarbeiten und Projekte
Im Laufe seiner Karriere hat Mr. Brainwash mit zahlreichen renommierten Künstlern und Marken zusammengearbeitet, was seinen Platz auf der internationalen Kunstszene weiter festigte. Seine Arbeiten wurden in prestigeträchtigen Galerien weltweit ausgestellt, und er hat an verschiedenen künstlerischen Projekten sowie kulturellen Veranstaltungen teilgenommen.

## Spekulationen über seine Identität
Die Identität von Thierry Guetta wird von einigen als umstritten angesehen; es gibt Spekulationen, dass er eine fiktive Figur oder sogar Banksy selbst sein könnte. Diese Annahme gründet sich auf die Wahrnehmung des Films Exit Through the Gift Shop, in dem Guetta als Hauptfigur auftritt und der von vielen als Mockumentary betrachtet wird. Dennoch gibt es auch gegenteilige Meinungen, die seine Existenz als eigenständigen Künstler bestätigen.

## Ausstellungen
- Life Is Beautiful, Hollywood, Sommer 2008
- Miami Art Basel, November 2008
- Fader Fort, New York City, 22.–25. Oktober 2008
- Worlds on Fire, Pacific Electric Lofts’ Building, Los Angeles, Kalifornien, 2009
- Icons, New York City, 14. Februar 2009
- Life Is Beautiful: Icons, New York, 14. Februar 2010
- Life Is Beautiful: Art Show 2011, Los Angeles, 2011
- Toronto Film Festival, Toronto, 2011
- Opera Gallery, London, 6. Oktober 2011
- Giochi Olimpici, "The Old Sorting Office", London, 2012
- Life Is Beautiful: Under Construction, Miami, 2013
- Life Is Beautiful: Untitled, Miami, 2014
- Wandgemälde für den 11. September, New York, 2014–2015
- Wandgemälde in Washington zum Internationalen Frauentag, Washington, 2016
- Galerie Frank Fluegel, Nürnberg: "Mr. Brainwash artworks presented by GALERIE FRANK FLUEGEL", 2017 (Einzelausstellung)
- Mr. Brainwash Art Museum, Beverly Hills, 2018
- Galerie Frank Fluegel, Kitzbühel: "Mr. Brainwash meets Kitzbühel", 2018 (Einzelausstellung)

## Publikationen (Auswahl)
- Mr. Brainwash Artworks presented by GALERIE FLUEGEL-RONCAK. Erste deutschsprachige Publikation zu Mr. Brainwash. Galerie Fluegel-Roncak, Nürnberg 2017, ISBN 978-3000564864.